# Pietro Gioja
Pietro Gaspare Ladislao Antonino Gioja (Piacenza, 22 ottobre 1795 – Torino, 17 luglio 1865) è stato un avvocato, politico e patriota italiano.

## Biografia
Figlio di Ludovico e Annunziata Arata e nipote dell'illustre politico e scrittore Melchiorre Gioia, si laureò in giurisprudenza presso l'Università di Parma divenendo un insigne avvocato. Ricoprì la carica di Segretario della Camera di commercio di Piacenza dal 1817 al 1848. Capo del Governo provvisorio di Piacenza nel 1831, Membro del Governo provvisorio di Piacenza nel 1848 e convinto sostenitore dell'Unità d'Italia, condusse la sua città natale verso l'annessione al Regno di Sardegna, facendola proclamare dal re Carlo Alberto di Savoia la "Primogenita d'Italia".
Nello stesso anno gli fu assegnata la Reggenza del Ducato di Parma e fu deputato nella I e IV legislatura del Regno di Sardegna.
Fu Ministro di grazia, giustizia e culti nel governo Casati e Ministro della pubblica istruzione nel primo governo d'Azeglio. Nominato Consigliere di Stato il 7 luglio 1849, fu Membro, Membro straordinario d'elezione e Vicepresidente del Consiglio superiore di sanità. Inoltre venne eletto Consigliere comunale di Torino il 14 luglio 1852 rimanendo in carica fino al 1863.